# Enrico Casarosa
Enrico Casarosa (Genova, 20 novembre 1971) è un animatore, sceneggiatore e regista italiano naturalizzato statunitense.

## Biografia
Nato a Genova, si trasferisce a New York per studiare animazione alla School of Visual Arts and Illustration del Fashion Institute of Technology. Inizia a lavorare come storyboard artist per L'era glaciale e Robots presso i Blue Sky Studios, oltre ad essere designer di alcune serie TV per Disney Channel. In seguito comincia a lavorare per la Pixar Animation Studios, come storyboard artist, con Cars - Motori ruggenti, Ratatouille e Up, questi ultimi due vincitori del Premio Oscar come miglior lungometraggio d'animazione.
Nel 2011 debutta come regista con il cortometraggio La luna, proiettato nelle sale prima del lungometraggio Pixar Ribelle - The Brave. Grazie a quest'ultimo progetto riceve la sua prima candidatura al Premio Oscar per il miglior cortometraggio d'animazione. Successivamente gli è stata affidata la regia del film Luca, lungometraggio Pixar ambientato nella riviera ligure ed uscito nei cinema il 18 giugno 2021.

## Filmografia

### Regista

#### Lungometraggi
- Luca (2021)
- Gatto (2027)

#### Cortometraggi
- La luna (2011)

### Sceneggiatore

#### Cortometraggi
- La luna (2011)

### Supervisore dello Storyboard
- Il viaggio di Arlo (The Good Dinosaur), regia di Peter Sohn (2015)

### Storyboard Artist

#### Lungometraggi
- L'era glaciale (Ice Age), regia di Chris Wedge (2002)
- Cars - Motori ruggenti (Cars), regia di John Lasseter e Joe Ranft (2006)
- Ratatouille, regia di Brad Bird e Jan Pinkava (2007)
- Up, regia di Pete Docter e Bob Peterson (2009)
- Cars 2, regia di John Lasseter e Brad Lewis (2011)
- Gli Incredibili 2 (Incredibles 2), regia di Brad Bird (2018)

#### Cortometraggi
- Piper, regia di Alan Barillaro (2016)

## Riconoscimenti
- Premio Oscar
  - 2012 – Candidatura al Miglior cortometraggio d'animazione per La luna[5]
  - 2022 – Candidatura al Miglior film d'animazione per Luca

- Golden Globe
  - 2022 – Candidatura al Miglior film d'animazione per Luca

- British Academy Film Awards
  - 2022 – Candidatura al Miglior film d'animazione per Luca

- Annie Award
  - 2016 – Candidatura al miglior storyboarding in un film d'animazione per Il viaggio di Arlo[7]
  - 2022 – Candidatura alla miglior regia per Luca[8]

- San Diego Film Critics Society Awards
  - 2021 - Migliore film d'animazione per Luca